# 2020년 하계 올림픽 리히텐슈타인 선수단
2020년 하계 올림픽 리히텐슈타인 선수단은 2021년 일본 도쿄에서 열린 2020년 하계 올림픽에 참가한 올림픽 리히텐슈타인 선수단이다.
리히텐슈타인은 2020년 도쿄 하계 올림픽에 출전했다. 원래 2020년 7월 24일부터 8월 9일까지 열릴 예정이었던 올림픽은 코로나19 범유행으로 인해 2021년 7월 23일부터 8월 8일로 연기되었다. 1936년 국가 공식 데뷔 이후 리히텐슈타인 선수들은 두 차례를 제외하고 하계 올림픽의 모든 대회에 출전했다. 리히텐슈타인은 1956년 멜버른 하계 올림픽에 선수를 등록하지 않았고, 결국 모스크바가 1980년 하계 올림픽을 개최하자 미국이 주도하는 보이콧에 동참했다.

## 출전 선수
| 종목           | 남자 | 여자 | 전체 |
| -------------- | ---- | ---- | ---- |
| 아티스틱스위밍 | 빈칸 | 2    | 2    |
| 유도           | 1    | 0    | 1    |
| 수영           | 1    | 1    | 2    |
| 전체           | 2    | 3    | 5    |

## 같이 보기
- 올림픽 리히텐슈타인 선수단